# Propanol
Propanol, alkohol propylowy, C3H7OH – organiczny związek chemiczny z grupy alkoholi z trzema atomami węgla w cząsteczce. Ma jeden izomer podstawnikowy: izopropanol.

## Właściwości
Alkohol propylowy w temperaturze pokojowej jest bezbarwną cieczą o ostrym zapachu. Propanol i jego roztwory są cieczami łatwopalnymi, tworzą z powietrzem mieszaniny wybuchowe. Na organizm człowieka działa narkotycznie. W ostrych zatruciach powoduje nudności, wymioty, zawroty i bóle głowy, zaburzenia równowagi, pocenie się i omdlenia. Przebywanie w oparach propanolu może wywołać uczucie senności i zawroty głowy. W przypadku dostania się do oczu może powodować uszkodzenie rogówki i siatkówki. Działa depresyjnie na ośrodkowy układ nerwowy; w organizmie metabolizowany jest do propanalu i kwasu propionowego, powodując stany zapalne płuc. Długotrwałe lub wielokrotne narażenie może powodować narkozę i/lub podrażnienie skóry.

## Zastosowanie
Oba izomery propanolu stosuje się w przemyśle chemicznym, głównie jako rozpuszczalniki.
Często są składnikami preparatów do szybkiej dezynfekcji małych powierzchni w medycynie i przemyśle spożywczym.